# アチェルビス
アチェルビスは、イタリア・ロンバルディア州ベルガモ県アルビーノにあるオートバイ用品・自転車用品・サッカー用品・ウィンタースポーツ用品・ダンス用品・山登り用品メーカーである。1973年にフランコ・アチェルビスによって設立された。イタリアに2つの工場とチェコやアメリカにも施設がある。

## 主なライダー（過去に使用した人も含む）
- サミュリ・アロ
- ライアン・ビロポート
- リッキー・ディートリック
- ステファン・エバーツ
- ステファン・エバーツ